# Jean-Claude Denis
Pour les articles homonymes, voir Denis (patronyme).
Jean-Claude Denis, né le 1er janvier 1951 à Paris, est un auteur de bande dessinée français. Il signe fréquemment ses livres du nom de Jean C. Denis ou Jean-C. Denis.

## Biographie
En 1971, il est admis aux Arts déco de Paris où il rencontre Martin Veyron et André Juillard. Il en sort en 1974, muni d'un diplôme de communication visuelle qui le prédispose à la publicité et à l'illustration[réf. souhaitée]. Il fonde ensuite le Groupe Imaginon avec ses anciens condisciples Caroline Dillard et Martin Veyron.
Jean-Claude Denis commence par réaliser des illustrations pour des publicités ainsi que de nombreuses couvertures de livres pour les principaux éditeurs français. Il publie ses premières planches d’André le Corbeau en 1977, dans Pilote puis en album chez Dargaud. Il réalise avec Martin Veyron un premier conte illustré pour enfants, Oncle Ernest et les Ravis, chez Casterman en 1978. Il commence ensuite sa carrière solo en bande dessinée avec Cours tout nu, publié directement chez Futuropolis en 1979. Entre 1981 et 1983, il crée la bande dessinée jeunesse Les Aventures de Rup Bonchemin (éd. Casterman).
À partir de 1980, dans le mensuel (À suivre), il publie des aventures de Luc Leroi, personnage attachant et lunaire, souvent en décalage. Les albums consacrés à Luc Leroi reviennent de façon récurrente dans sa production. En 1982, il dessine Les Sept Péchés capitaux pour Métal Hurlant ; un séjour à La Réunion est l'occasion de réaliser Bonbon Piment, qui se développe ensuite avec le Jeu des animaux et Maï Pen Raï Raï pour Corto en 1988-1989. En parallèle, il publie L'Ombre aux tableaux dans L'Écho des savanes. Toujours dans L'Écho des savanes, il crée Le Pélican. En 1995, il livre Drôles d'oisifs ; il illustre en 1998 Les Trains de plaisir (coll. Les Correspondances de Pierre Christin) et Bande à part, de Jerome Charyn. La bédé Quelques mois à l'Amélie paraît en 2002, bientôt accompagnée du roman Quelques mois à l'Amélie, le manuscrit d'Aloys Clark, histoire dans laquelle Jean-Claude Denis , comme souvent, se sert de beaucoup d'événements personnels. En collaboration avec Dupuy-Berberian, Denis livre Station Balma-Gramont, développée ensuite sous le titre Un peu avant la fortune (2008).
Jean-Claude Denis est l'auteur de récits jeunesse, comme L'Île aux mainates (1993), Un artiste chat (1998) et Tête de mule (2000).
Le thème de la littérature revient souvent dans ses histoires ; toutefois, celui de la rencontre semble être l'élément central le plus fréquemment retrouvé dans ses ouvrages. Que ce soit dans André le Corbeau, dans la série Luc Leroi ou dans des albums autonomes tels que La Beauté à domicile, les rencontres rythment le récit, dominent une intrigue de fond qui paraît parfois secondaire, ou sont le moteur même de cette intrigue.
Jean-Claude Denis pratique la guitare, parfois avec ses amis Dupuy et Berberian, ou au sein du groupe Les Hommes du Président qui remplace son ancien groupe Dennis' Twist (tube Tu dis que tu l’M en 1986). Au sein de Dennis’ Twist, il côtoyait entre autres Philippe Poirier, Dodo, Frank Margerin, Philippe Vuillemin et Denis Sire.

« Je suis désespéré à la base et je m’amuse de cela. Je communique ma partie la plus noire et, contradictoirement, j’essaye de faire passer des choses gaies. Mes histoires font partie d’un univers peu optimiste mais pas très attristant. Il faut savoir s’amuser avec les difficultés et les problèmes que cela nous pose. J’ai choisi de créer des histoires qui sont proches de moi. »

— Jean-Claude Denis, Humanité.presse.fr

## Bandes dessinées
- 1978 : Oncle Ernest (avec Martin Veyron), Casterman
- 1979 : Cours tout nu, Futuropolis[8]. Prix du Drugstore Opéra du premier album[9].
- 1980-1984 : André le corbeau, Dargaud
  1. Annie Mal (1980)
  2. La Saison des chaleurs (1980)
  3. La Fuite en avant (1984)
- 1981-2016 : Luc Leroi, Futuropolis puis Casterman
  1. Luc Leroi déménage un peu (1981)
  2. Luc Leroi contre les forces du mal (1982)
  3. Luc Leroi remonte la pente (1985)
  4. Le Nain jaune, Prix du Public en 1987 au Festival d’Angoulême (1986)
  5. Des écureuils et des filles (1990)
  6. Bande d'individus[7] (1998)
  7. Toutes les fleurs s’appellent Tiaré (2000)
  8. Plutôt plus tard [3] (2016)
- 2012-2019 : intégrales de Luc Leroi
  - 2012 : Luc Leroi reprend tout à zéro (intégrale de Luc Leroi en un volume), Futuropolis
  - 2016 : L'intégrale, tome 1 : Tout d'abord, 1980-1986, Futuropolis
  - 2017 : L'intégrale, tome 2 : Par la suite, 1986-1990, Futuropolis
  - 2019 : L'intégrale, tome 3 : Finalement, 1998-2016, Futuropolis
- 1981-1983 : Rup Bonchemin, Casterman
  1. Le Chalet perdu (1981)
  2. Entre deux feux (1981)[10]
  3. Gustave Guadeloupe (1983)
- 1983 : Les 7 Péchés capitaux, Les Humanoïdes Associés[11]
- 1991 : L’Ombre aux tableaux, Prix des Libraires BD à Blois en 1991, Albin Michel
- 1991 : Bonbon piment, Albin Michel
- 1994 : Le Pélican, Albin Michel
- 1995 : Drôles d'oisifs ou le Dernier des La Houpe, Albin Michel
- 1998 : Un artiste chat (livre jeunesse)
- 2000 : Tête de mule (livre jeunesse)
- 2002 : Quelques mois à l’Amélie, éditions Dupuis (collection Aire libre)[12],[4], Prix du dialogue et de l’écriture en 2003 au Festival d’Angoulême[13]
- 2004 : La Beauté à domicile, Dupuis (collection Aire Libre)
- 2006 : Le Sommeil de Leo, Futuropolis
- 2008 : Un peu avant la fortune (avec Dupuy et Berberian), Dupuis
- 2009 : Nouvelles du monde invisible, Futuropolis
- 2010-2011 : Tous à Matha !, Futuropolis

Tome 1 (2010)
Tome 2 (2011)
Intégrale (2012)  (ISBN 9782754808286)
- 2012 : Zone Blanche, Futuropolis
- 2018 : La terreur des hauteurs, Futuropolis[15]
- 2021 : Reliefs de l'ancien monde, Futuropolis
- 2023 : Luc Leroi : Un effet d'aubaine, Futuropolis

## Illustrations
- Les Rameaux de Jericho, aquarelles, textes d’Ibrahim Souss (1994)
- Numéros de cabines (2002)
- Belém un mirage à l’envers (2005)
- 2015 : Le Dessein d'Ela, ouvrage collectif de 12 dessinateurs et 12 écrivains, chez Gallimard

## Autres
- 1991 : Le Cri des Sirènes (pastels, textes et musique), CD livre, Seuil Jeunesse.
- 1995 : Il était une fois…, adaptation de La Bergère et le Ramoneur en animation.
- 2002 : Quelques mois à l'Amélie, le manuscrit d'Aloys Clark, roman, éditions PLG,  (ISBN 2-9515578-4-1)
- 2005 : Harry Belafonte : Calypsos[16], CD et illustrations, éditions Nocturne, coll. BDVoices.
- 2012 : Dust Bowl, avec Charles Berberian, CD et illustrations, éditions Nocturne, coll. BDMusic.
- 2013 :  The Spell Nightbuzz (avec Charles Berberian), CD et illustrations, éditions Nocturne, coll. BDMusic.
- 2017 :  Chuck Berry - Is it you ?, CD et illustrations, éditions Nocturne, coll. BDRock.

Note : les romans Turbulence, un Diable dans les courants d'air, le roi de Catalauni, le Grain de sable, sont l'œuvre d'un romancier homonyme, né en 1937.

## Distinctions et récompenses
- 1979 : Prix du Drugstore Opéra du meilleur premier album pour Cours tout nu[9]
- 1987 : Prix Lucien remis lors du festival d'Angoulême pour Luc Leroi, t. 4 : Le Nain jaune
- 1992 : Prix des libraires de bande dessinée pour L'Ombre aux tableaux
- 2003 : Prix du dialogue et de l’écriture au Festival d’Angoulême[13]
- 2007 : Prix « Grand Boum-Ville de Blois » décerné en 2007 par le festival bd BOUM, pour l'ensemble de son œuvre.
- 2012 : Grand prix de la ville d'Angoulême[20]
- Exposition rétrospective au Festival d'Angoulême 2013, dont il est le président[21]

### Documentation
- Jean-Claude Denis (int. par Jean Léturgie), « Entretien avec Jean-Claude Denis », Schtroumpfanzine, no 36,‎ décembre 1979, p. 3-8.
- Patrick Gaumer, « Denis, Jean-C. », dans Dictionnaire mondial de la BD, Paris, Larousse, 2010 (ISBN 9782035843319), p. 243-244.
- Jean-Claude Denis (int. par Jean Léturgie), « Entretien avec Jean-Claude Denis », Schtroumpfanzine, no 36,‎ décembre 1979, p. 3-8.
- Jean-Claude Denis (interviewé) et Sophie Bogrow, « Denis se met au vert solitaire », Casemate, no 82,‎ juin 2015, p. 10-14.